# Se (kana)
En l'escriptura japonesa, els caràcters せ (hiragana) i セ (katakana) són dues mores que ocupen la 14a posició en el sistema modern d'ordenació alfabètica gojūon (五十音), entre す i そ; i el 46è en el poema iroha, entre も i す. En la taula a la dreta, que segueix l'ordre gojūon (per columnes, i de dreta a esquerra), es troba en la tercera columna (さ行, «columna SA») i la quarta fila (え段, «fila E»).
Tant せ com セ provenen del kanji 世.
Poden dur l'accent dakuten: ぜ, ゼ.

## Romanització
Segons els sistemes de romanització Hepburn modificat, Kunrei-shiki i Nihon-shiki:
- せ, セ es romanitzen com a «'se».
- ぜ, ゼ es romanitzen com a «ze».

## Escriptura
|  | El caràcter せ s'escriu amb tres traços: 1. Traç horitzontal. 2. Traç vertical curt que talla al primer traç i es corba cap a l'esquerra. 3. Traç vertical a l'esquerra del segon que talla el primer traç i en la part inferior del caràcter gira a la dreta. S'assembla a una L lleugerment corba. |
|  | El caràcter セ s'escriu amb dos traços: 1. Traç horitzontal encara que lleugerament ascendent que al final es torça cap avall a l'esquerra formant un angle. 2. Traç en forma d'una L lleugerament corba.                                                                                            |

## Altres representacions
- Sistema Braille:[5]

| ●● －● |

- Alfabet fonètic: 「世界のセ」 (la «se de sekai», on sekai significa món)
- Codi Morse: ・－－－・[6]